# NS série 2200
Pour les articles homonymes, voir Série 2200.
Les locomotives Série 2200 sont des locomotives diesel de ligne hollandaises, utilisées par les Nederlandse Spoorwegen. Il est parfois fait une distinction des cinquante dernières machines qui sont alors désignées Série 2300.  
Les deux séries sont mécaniquement identiques et leur carrière se confond après leur mise en service mais, alors que les 2201 à 2300 furent construites aux Pays-Bas, les 2301 à 2350 furent construites en France. 

## Origines

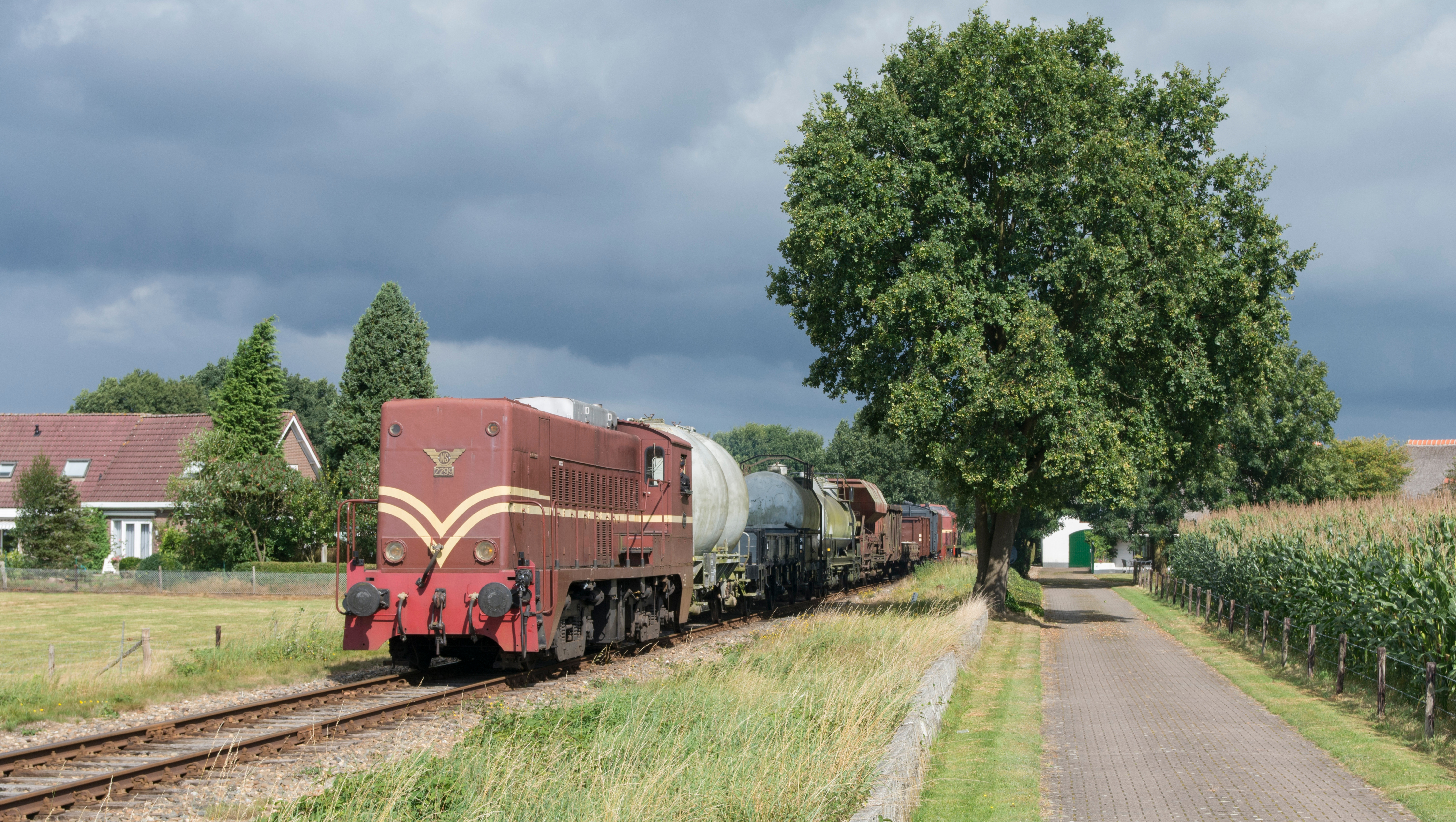
La 2299, restaurée en livrée d'origine.

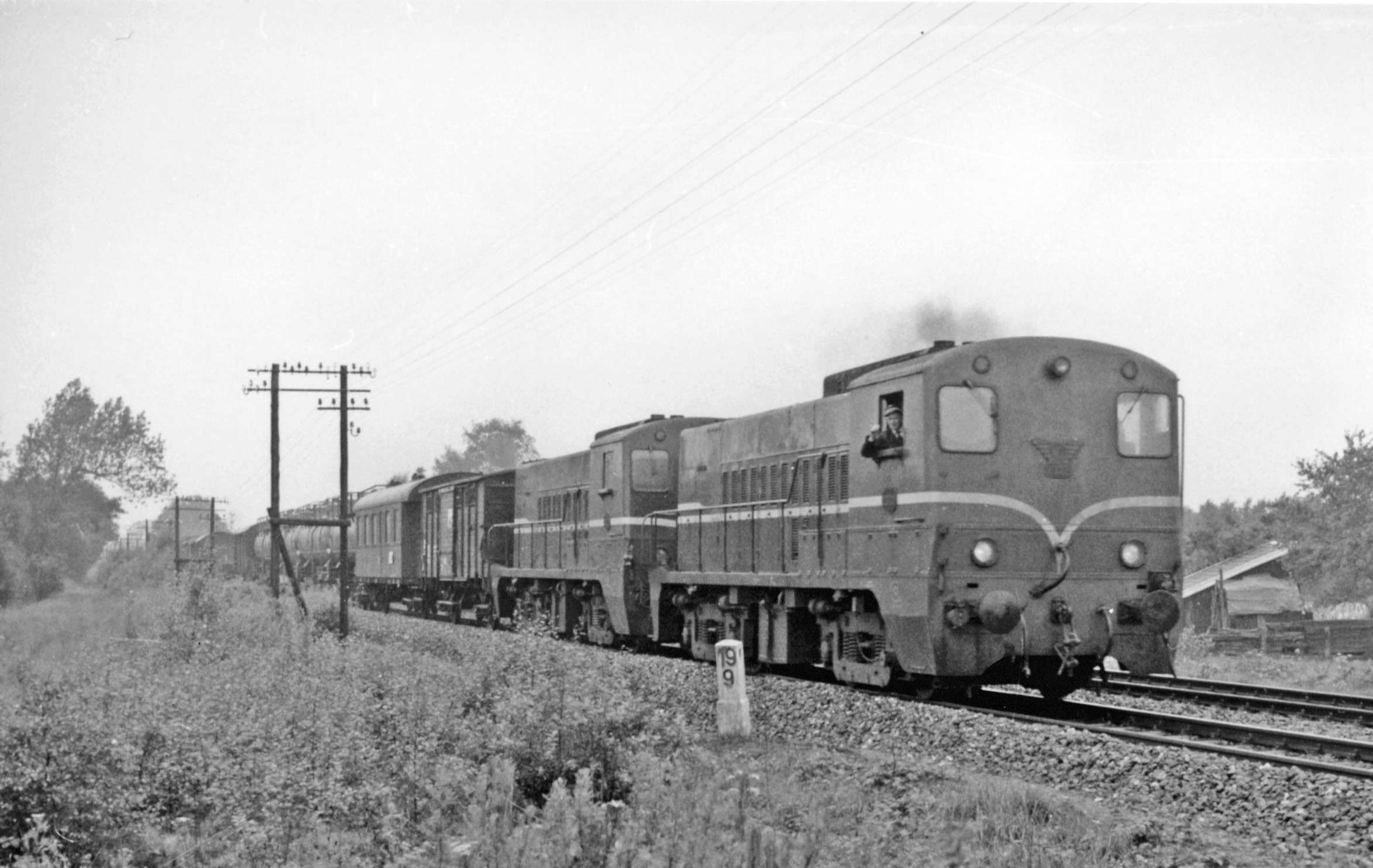
Locomotive circulant cabine en avant.

### Remplacement des locomotives à vapeur
Au milieu des années 1950, les Nederlandse Spoorwegen avaient déjà électrifié une importante partie de leur réseau et, après avoir mis en service de nombreuses automotrices, réceptionnèrent des locomotives électriques destinées à supplanter la traction à vapeur des services ordinaire.
Il restait encore de nombreuses lignes non électrifiées sur laquelle, les premiers autorails avaient fait leur apparition. Il n’existait alors que des locomotives de manœuvres (Série 500 à 700) et les locomotives de puissance moyenne Série 2000 importées des États-Unis. À partir de 1954 fut lancé un programme de diéselisation massive du réseau tandis que l’expansion du réseau électrifié se poursuivait. 
Deux grandes séries furent alors commandées : 
- Les autorails Série DE1 et DE2[3].
- Les locomotives moyennes Série 2400 pour trains légers et moyens[4].

Pour compléter les 130 locomotives Série 2400 construites par Alstom, une commande de 150 machines, légèrement plus puissantes fut passé, il s’agit des Série 2200.
En 1958 la traction à vapeur tira sa révérence aux Pays-Bas.

## Construction
Pour la Série 2400, on avait fait appel à Alsthom qui s’était inspirée de locomotives destinées aux colonies ou à l’exportation et utilisait le moteur MGO. 
Pour la Série 2200, on fit appel à la firme américaine Baldwin-Westinghouse qui participa à la conception de la nouvelle locomotive et s’inspira en partie des locomotives américaines Baldwin S-8 et S-12. Celle-ci fut cependant construite en Europe avec un moteur américain de Superior Engines & Compressor produit sous licence par Stork ou Jeumont-Schneider pour les 2301 à 2340.
- Les 2201 à 2300 furent construites aux Pays-Bas par Allan-Rotterdam avec moteur Stork et installations électriques produites par Heemaf
- Les 2301 à 2350 furent assemblées en France par Jeumont-Schneider qui réalisa également le moteur sauf pour les dix dernières où il fut fait appel à un moteur construit par Stork. La partie électrique fut construite aux Pays-Bas par Heemaf.

Toutes furent mises en service entre 1953 et 1958. 1958 correspond d’ailleurs à la fin de la traction à vapeur mais aussi à la mise hors-service précoce de deux modèles de locomotives diesel qui ne satisfaisaient pas les NS : les Série 2000 et les Série 2600.

## Caractéristiques techniques

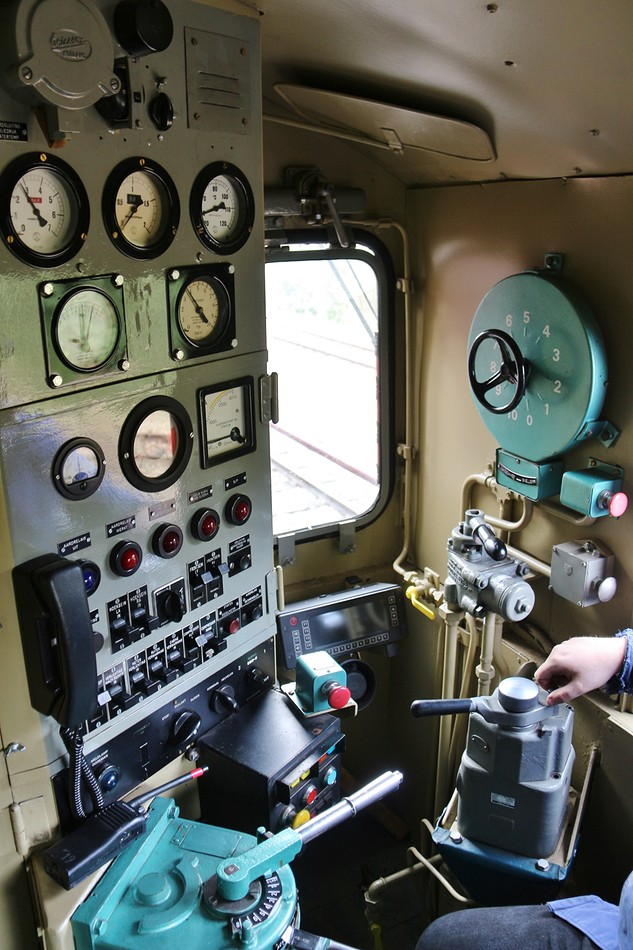
Cabine de conduite.

Ces locomotives sont de disposition Bo'Bo' et possèdent une transmission diesel-électrique.
Elles ont une longueur totale de 14,01 m, un poids de 72 tonnes et une masse à l’essieu de 18 tonnes par essieu.  
La locomotive a une cabine à l'arrière. Celle-ci est accessible d’un côté via une porte dans la cabine. L'autre porte donne accès à la coursive munie de rambardes autour d'un long capot haut et étroit. Le capot est divisé en trois sections : 
- génératrice (près de la cabine, surplombé par un échappement et un lanterneau de toiture)
- moteur diesel (au milieu)
- groupe de refroidissement (tout à l'avant)

Leur moteur est un Stork-Superior 40C-LX-8 à huit cylindres en ligne d’une puissance de 660 kW (900 ch), muni d’un turbocompresseur de système Büchi construit par BBC et d’un compresseur Westinghouse, type 4C 150A.  
La partie électrique est constituée par une génératrice Heemaf type GMT 110 alimentant quatre moteurs de traction Heemaf TM98 disposés dans les deux bogies. Il existe également un groupe électrogène auxiliaire Heemaf type GMT 20-32. 
Comme toutes les locomotives diesel et électriques hollandaises mises en service à cette époque, elles étaient munies de quatre feux blancs, deux grands en bas et deux petits dans les angles du capot.
Pour pouvoir rouler en Allemagne 25 locomotives (les 2201 à 2225) furent équipées d’un troisième grand phare frontal, qui était obligatoire en Allemagne. 

## Services effectués
La première locomotive, la 2201, fut mise en service à Eindhoven en janvier 1955.

### Dépôts
Les Série 2200 ont été affectées 1955 aux dépôts d’Eindhoven, de Maastricht et d’Amsterdam Watergraafsmeer. À partir de 1971, elles furent toutes mutées à Watergraafsmeer jusqu'à la fermeture de ce dépôt en 1984. Elles furent alors mutées à Zwolle, Rotterdam Feijenoord et en Flandre zélandaise.

### Voyageurs
Initialement, elles étaient à la fois destinées au service des voyageurs et des marchandises, d’où leur vitesse maximale de 100 km/h. Comme elles ne possédaient pas d’installation pour le chauffage des trains, il fallait employer des fourgons-chaudières ou fourgons-générateurs à la saison froide. 
On les vit l’été entre Alkmaar et Den Helder jusqu’à l’électrification de cette ligne en 1958 et en tête de divers trains sur des lignes non-électrifiées au nord, à l’est et au milieu du pays avant l’arrivée des autorails triples Plan U coupables par deux, en 1962. 
En 1964, l’électrification des grandes lignes et la mise en service de ces autorails mit alors provisoirement fin à leur utilisation dans le domaine des voyageurs.
Entre 1970 et 1987 des locomotives Série 2200 furent utilisées par deux avec des rames de trois ou quatre voitures Plan E et un fourgon-générateur construit spécialement pour ces services par Alsthom en 1970 (en récupérant le châssis de wagons-couverts) car les voitures Plan E ne disposaient que du chauffage électrique. Une locomotive se trouvait à chaque extrémité du train pour éviter les manœuvres de remise en tête aux terminus et elles étaient utilisées de concert grâce aux câblots d’unité multiple. Ce service sur des lignes non électrifiées à l’est et au nord du pays était la conséquence d’un manque d’autorails dû au plus grand nombre de circulations mises en place par le plan de transport de 1970. Il faudra attendre 1981 pour qu’une nouvelle série d’autorails, les DH1 et DH2 "Wadlopers soit mise en service. 
Le dernier terrain d’action pour ces rames encadrées par des Série 2200 fut sur la Ligne Zwolle – Emmen qui fut finalement électrifiée en 1987. 
Les NS n’ont jamais fortement misé sur les rames tractées par des locomotives diesel sur leur réseau et les lignes qui n’étaient pas électrifiées furent surtout parcourues par des autorails. 
Lovers Rail ressuscita ce schéma en 1997 avec quatre locomotives série 2200 qu’ils possédaient sur des trains entre Amsterdam Haarlem et IJmuiden. Cette fois-ci, elles roulaient avec des voitures M2 et un wagon-tombereau (utilisé pour le transport de vélos) sans possibilité de couplage entre les deux locomotives. La locomotive de queue était alors remorquée en véhicule.
Durant toute leur carrière et depuis la remise en service de quelques machines par des associations de passionnés, elles ont pu être utilisées sporadiquement pour des trains spéciaux et trains-charter.

### Marchandises
Mis à part les éphémères prototypes des Série 2800, 2600 et 2900, elles restèrent les plus puissantes locomotives dont disposaient les NS jusqu'à l’arrivée des Série 6400 à partir de 1988. 
Elles pouvaient être utilisées en unité multiple avec jusqu'à quatre locomotives pour les trains les plus lourds. Après avoir essayé, sans succès, d’employer cinq 2200 sur des trains de minerai de fer, il fut décidé de les utiliser par deux en jumelage mixte avec une locomotive électrique Série 1300 ou Série 1600 qui exerçait uniquement un effort aux démarrages. Pour cela, le conducteur de la locomotive électrique devait communiquer avec son collègue chargé des locomotives diesel au moyen de signaux manuels ou lumineux.
Avec leur remplacement progressif en première ligne par les locomotives Série 6400, elles assurèrent de plus en plus le service des manœuvres et des dessertes locales en remplacement de séries plus anciennes, ce fut leur dernier domaine avant leur éviction.
Entre 1989 et 1992, la 2211 a remplacé la fameuse locomotive 2530 comme locomotive attitrée en tête du train désherbeur avant d’être remplacée par une autre machine à la suite d’une avarie. 
Pour pouvoir rouler en Allemagne 25 locomotives (les 2201 à 2225) furent équipées d’un troisième grand phare frontal, qui était obligatoire en Allemagne. Elles furent en partie équipées de l’ATB lorsque ce système devint obligatoire pour circuler en Allemagne et en partie remplacées par des autres 2200 qui échangèrent leurs numéros avec les 2201 à 2225.
Quatre locomotives ont été équipées pour le triage à la bosse à Kijfhoek et ont été renumérotées 2351-2354 en 1991. Elles furent remplacées par des Série 6400 en 1995.
Pour certaines opérations de manœuvres, plusieurs locomotives furent équipées d’un équipement radio-commandé à distance. Entre 1992 et 1993, elles ont été renumérotées 2361 à 2384.

### Fin de carrière
À cause du recul du trafic marchandises qui entraîna l’inactivité de nombreuses machines et du choc pétrolier, quelques locomotives en attente de révision furent retirées de la circulation entre 1972 et 1975 avant d’être démolies. Une purge plus sévère eut lieu à partir de 1985 à tel point qu’il ne restait que neuf locomotives en activité en 1998 lorsque les NS furent scindés en une partie voyageurs (NS Reizigers) et une partie marchandises (NS Cargo), qui récupéra ces locomotives.
Elles furent employées en Zélande jusqu’en 2003, année ou les dernières furent retirées du service. 

### Eurailscout
La société Strukton spécialisée dans la maintenance et les travaux de construction des voies racheta trois anciennes locomotives (2270, 2328 et 2282) qui furent reconditionnées avec un nouveau moteur diesel et des capots moins hauts (seul le châssis et les cabines sont restés inchangés). 
Elles sont devenues propriété d’Eurailscout en 2007 et ont été utilisées pour des trains d’inspection vidéo (Videoschouw).
Les deux premières ont été radiées en 2010 et 2015.

## Les 2200 à l’étranger

### En France
Fort de sa participation à la construction des locomotives Série 2200, Schneider s’inspira de la caisse et du châssis et réutilisa le même moteur pour la fourniture de six locomotives à la Société métallurgique de Normandie numérotées 901 à 906 qui se distinguaient par la présence d’un très petit capot arrière et de vitres de cabine inspirées par celles des locomotives de manœuvres françaises de cette époque.
Deux de ces locomotives ont été préservées après leur mise hors-service, en 1995, par le Train à vapeur des Cévennes mais elles ne sont plus en état de rouler.

### En Belgique
Pour la construction de ses lignes à grande vitesse, la SNCB ne disposait pas d’assez d’engins de moyenne puissance pour la traction des trains de travaux. Comme les NS étaient alors en train de retirer du service un certain nombre de locomotives série 2200 et 2300 en bon état, 25 d’entre-elles furent rachetées et utilisées après une sommaire remise en état.
Après avoir contribué à la construction de la LGV1, de la LGV2, au réaménagement de la gare d’Anvers-Central et avoir été utilisées à l’occasion comme locomotives de manœuvres dans le port d’Anvers, elles furent mises hors-service en 2003 avec l’arrivée des locomotives Série 77. Deux d’entre-elles ont été rapatriées par des associations hollandaises afin d’être préservées.

## Livrées
Lors de leur livraison, elles étaient toutes peintes dans la livrée NS rouge-brun avec une bande ornementale beige (deux bandes sur la face avant côté capot) et traverses porte-tampons rouges. Elles reçurent un grand logo NS à partir de 1968.
À partir de 1974, elles ont progressivement été repeintes dans la nouvelle livrée jaune et gris ardoise de la compagnie. 11 locomotives sont néanmoins restées en livrée brune jusqu’au terme de leur carrière[réf. nécessaire] notamment la 2275, radiée au milieu des années 1990, qui devint la 7608 de la SNCB.   
Les locomotives équipées de l’ATB ou équipées de radio-commande ont reçu de petits marquages spécifiques. 
En 1995, la 2384 a reçu la livrée rouge signal de NS Cargo, elle sera la seule ainsi repeinte.
À leur sortie d’usine, comme tout le matériel des NS construit dans les années 1950, elles possédaient de belles plaques en relief affichant leur matricule et le logo de la compagnie. Les machines qui perdirent leur livrée brune et au moins la 2275 virent ces plaques supprimées et remplacées par des matricules peints.

## Préservation
Onze locomotives Série 2200 ont été préservées aux Pays-Bas. Toutes font partie de la série de 100 locomotives construites localement.
- Les 2215 et 2264 ont été ajoutées à la collection du Musée National des Chemins de Fer à Utrecht. La 2215, en livrée jaune, a été utilisée un temps pour les transports de matériels de ce musée[36]. La 2264 est restée en réserve avant d’être envoyée à Blerick pour être révisée[36].
- Les 2203 [37], 2207[38], 2233[39] et 2299[40] appartiennent à l’association Veluwsche Stoomtrein Maatschappij. Les deux premières sont hors service et non-restaurées, les deux dernières ont été restaurées en livrée d’origine et la 2299 a été équipée de l’ATB depuis que cet équipement est devenu obligatoire pour circuler sur le réseau ferré hollandais [41]. La 2233 a un temps échangé son numéro avec la 2208 afin de circuler en Allemagne et a retrouvé son numéro d’origine lors de sa restauration. L’autre 2233 a été endommagée au-delà de toutes réparations lors d’un accident en 1989[42].
- la 2225[43] et la 2368 sont la propriété de l’association  Stichting Museum Materieel Railion (SMMR)[44]. La 2225 a été restaurée en livrée brune ; la 2368 (ex-2296) à commande-radio est préservée en livrée jaune et attend d’être révisée[45]
- Après avoir appartenu au SMMR, la 2278 a été revendue à la Museumspoorlijn STAR elle a été restaurée et est pour le moment peinte en livrée jaune[46].
- Après leur départ en Belgique, les 7618 (ex-2205, ex-2226) et 7608 (ex-2275) ont été rachetées par l’association Stichting Historisch Dieselmaterieel[35]. La 2205 a été restaurée en livrée jaune[47] tandis que la 2275 (restée en livrée brune) attend toujours d’être remise en service[48].